# Calceolaria viscosissima
Calceolaria viscosissima är en toffelblomsväxtart som först beskrevs av William Jackson Hooker, och fick sitt nu gällande namn av John Lindley. Calceolaria viscosissima ingår i släktet toffelblommor, och familjen toffelblomsväxter. Inga underarter finns listade i Catalogue of Life.